# No More Heroes (jeu vidéo)
Pour les articles homonymes, voir No More Heroes.
No More Heroes (NO MORE HEROES ノーモア★ヒーローズ, No Moa Hirozu), initialement Heroes, est un jeu vidéo d'action-aventure développé par Grasshopper Manufacture, édité par Rising Star Games et Ubisoft, et conçu par Goichi Suda sorti en 2007 sur Wii.
Le jeu n'est pas une suite du précédent jeu de Goichi Suda, Killer7. Bien que les deux jeux possèdent des similitudes stylistiques, Suda affirme que là où Killer7 se focalise sur des problématiques politiques, No More Heroes s'intéresse lui à des problématiques sociales.
Une version PS3 et Xbox 360 baptisée No More Heroes: Heroes' Paradise est sortie en avril 2010 au Japon, par la suite en 2011 en Occident. Elle bénéficie d'un support du PlayStation Move.
No More Heroes possède une suite, No More Heroes: Desperate Struggle, initialement dévoilée lors de l'édition 2008 du Tokyo Game Show sous forme de bande-annonce, qui est sorti sur Wii en 2010.

## Trame
Après avoir gagné un Beam Katana sur un site d'enchères et être devenu assassin alors qu'il était à court d'argent pour s'acheter des jeux vidéo, Travis Touchdown, otaku et tueur à gage, accepte une mission qui lui est confiée par une belle jeune fille nommée Sylvia : tuer Helter Skelter, dit le perforateur, ce qui lui vaudra d'être classé 11e par la UAA (United Assassins Association, l'association des assassins unis) au terme d'un combat acharné. Réalisant qu'il devient ainsi lui-même une cible pour les aspirants assassins désirant entrer dans l'association, il décide, pour se protéger, de prouver qu'il est le meilleur, et surtout pour passer une nuit avec la belle Sylvia, de devenir le tueur numéro un de l'association.
Au combat numéro 8 contre Shinobu, celle-ci prétend que Travis est le meurtrier de son père. Celui-ci a en effet été tué par un porteur de beam katana. Après le combat, Travis l'informe qu'il n'est pas le meurtrier et décide d'épargner Shinobu. Plus tard, contre Holly Summers, numéro 6, Travis n'arrive pas non plus à l'achever. Holly pose ainsi le doigt sur sa faiblesse : il ne peut pas tuer de femmes. Pleine de compassion, Holly décide de se suicider à la grenade pour aider Travis à mûrir. Lors du combat numéro 5 contre Letz Shake, celui est tué par un mystérieux assassin, Henry portant lui aussi un Beam Katana. Furieux que celui-ci lui vole sa proie, Travis le provoque en duel mais celui-ci s'enfuit quand Sylvia interrompt la discussion. À la fin du combat pour la quatrième place, Travis et Sylvia s'embrassent, celle-ci ayant été affectueuse pendant tout le niveau, sous-entendant par rapport à son comportement un problème de personnalités multiples. Arrivé au duel pour le rang 3, Travis assiste à un duel entre Speed Buster et son maitre et préparateur physique, Thunder Ryu, où ce dernier perd la vie, après un ultime conseil de Thunder Tyu. À la suite de son combat, Sylvia disparait, ne laissant que des lettres pour les prochains matchs. Une fois le rang 2 atteint, Travis s'inquiète et décide d'appeler le numéro de la UAA. Tel n'est pas sa surprise de tomber sur la mère de Sylvia. Elle lui apprend que la UAA n'est qu'une vaste escroquerie ! Mais en apprenant le rang de Travis, elle lui propose d'aller au bout de l'aventure. Chose qu'il décide de faire, n'ayant pas d'objectif dans sa vie d'Otaku. Travis se présente donc devant l'assassin numéro 1, qui lui annonce qu'il est son père, ce qui est un mensonge puisque Travis le dit lui-même : ses parents ont été assassinés il y a quelques années. À la suite de la pression de Dark Star, Travis se concentre sur ses souvenirs pour se rappeler son traumatisme... Pour finalement enfin retrouver la mémoire. L'assassin des parents de Travis est en fait Jeane, la première petite amie de Travis ; et c'est pour ça qu'il est devenu assassin dans son subconscient : pour se venger de l'assassin ! Sylvia ayant entendu Travis dans son sommeil, elle l'a secrètement aidé à retrouver Jeane. À la suite de cette révélation, un poing transperce Dark Star, il s'agit de Jeane en personne ! Celle-ci explique son histoire en accéléré : Elle est la demi-sœur de Travis, le père de ce dernier ayant abandonné la mère de Jeane. Après la mort de cette dernière, elle vécut un enfer dû à son père, fût traitée comme une esclave sexuelle, se prostitua pour se payer des cours d'arts martiaux pour se venger de cet homme et le tua, lui et sa femme, devant les yeux de leur fils. À la suite de son récit, le combat commence. Après une lutte acharnée, Travis est sauvé à la dernière seconde par Shinobu, qui coupe le bras de sa demi-sœur. Malgré son envie de vengeance, Travis souhaite à Jeane que ses prochains songes soient plus heureux et finalement la libère de ses souffrances en la tranchant en trois.
Plus tard, Travis se repose nu sur ses toilettes quand il est attaqué par surprise par un assassin inconnu désirant sa place de numéro 1. Il est encore sauvé mais cette fois ci par Henry (si le joueur a débloqué la vraie fin). Henry reproche à Travis sa négligence et l'invite à se battre sur le parking du motel No more heroes. Ils sont toutefois incapables de se départager. Henry révèle alors à Travis qu'ils sont frères jumeaux et que Sylvia est sa femme. Puis lui demande comment il compte finir tout ça. Travis ne sait pas. Il cherche au fond de lui une sortie. Une sortie vers le paradis.   Tous les deux courent dans la rue puis sautent en l'air et croisent une dernière fois leurs Beam Katanas. L'image se fige et les crédits défilent. Après les crédits, on aperçoit Sylvia et une petite fille appelée Jeane regarder un tableau de Travis et Henry. Puis Sylvia annonce au joueur qu'il n'y aura pas de suite... pour faire place à un écriteau "To be continued".

## Système de jeu

### En ville
Santa Destroy est une ville côtière, longée par un désert aride et inspirée de Los Angeles. Elle possède son stade et sa propre équipe de Baseball. Le joueur peut s'y déplacer librement, à pied où en utilisant sa moto Schpeltiger. Le déroulement du jeu est libre, seulement si le joueur veut progresser dans l'histoire, il devra affronter et vaincre les 10 meilleurs tueurs du monde. Le jeu propose de nombreux petits boulots en guise de quêtes secondaires afin de gagner de l'argent qui servira à acheter des armes et des pièces au labo de Naomi, des entraînements chez Thunder Ryu, des vêtements chez Area 51 et des cassettes vidéo au "Beaf Head" que tient son ami Bishop, ainsi que de payer au guichet automatique les droits d'inscription aux combats classés. Il peut aussi visiter le bar "Gold Town" pour voir Lovikov et lui échanger des balles mystérieuses. En plus des balles Lovikov cachées dans la ville, Travis peut creuser le sol avec son Beam Katana afin de déterrer argent et cartes de collections ou bien fouiller les poubelles afin de dénicher encore de l'argent mais aussi des T-shirts rares.

### Combats
La maniabilité est basée sur l'utilisation conjointe de la Wiimote et de l'extension Nunchuk. La télécommande servant à contrôler l'arme du joueur, le Beam Katana, et le Nunchuk servant à diriger le personnage principal, Travis. La plupart des attaques est effectuée en appuyant sur le bouton « A », d'autres attaques nécessitent des mouvements plus élaborés, comme les attaques mortelles, qui s'effectuent en suivant les instructions données à l'écran. De plus, puisque le katana laser fonctionne à piles, il faut le recharger de temps en temps en appuyant sur le bouton « 1 » tout en secouant la télécommande. Bien que le katana ne suive pas exactement la position de la télécommande, il distingue tout de même la position haute de la position basse, ce qui permet de varier les attaques. En plus des attaques au katana, Travis peut donner des coups de pied et des coups de poing, et une fois ses ennemis étourdis, il peut les attraper et réaliser plusieurs types d'attaques de catch, celles-ci s'effectuant en bougeant simultanément la Wiimote et le Nunchuk.
Après une attaque mortelle et l'alignement de trois symboles identiques lors du jeu de hasard qui s'ensuit, Travis peut passer du côté obscur.

### Combats classés
Les stages se déroulent de la façon suivante : tout d'abord Travis doit obtenir l'argent pour les frais d'inscription. Il peut soit faire des boulots honnêtes mais ingrats, ou des missions d'assassinats. Une fois l'argent versé, il doit se rendre au lieu du combat. Travis doit passer la "zone d'échauffement" remplie d'ennemis classiques. Dans ces zones, Travis peut trouver des cartes de collection. Une fois la zone franchie, il peut sauvegarder pour ensuite affronter le boss. Une fois le boss vaincu, Travis gagne un Rang et l'histoire progresse.

### Au motel No More Heroes
Quand il revient au motel No More Heroes il peut effectuer diverses actions: aller au toilettes (sauvegarder), aller voir le frigo (se régénérer), regarder du catch à la télévision (apprendre de nouvelles techniques de catch), aller changer ses vêtements (le joueur choisit alors), ouvrir le tiroir de Beam Katanas (afin d'en choisir un), écouter les messages reçus (cependant il n'y en a jamais hors cinématiques), regarder le plan de la ville, regarder ses cartes à échanger, caresser ou jouer avec son chat Jeanne (bien que cela ne serve à rien) ou sortir.

## Développement
De par sa violence assumée, le jeu a subi plusieurs modifications pendant son développement. Initialement développé sous le nom Heroes, le premier trailer du jeu a été diffusé lors de la Game Developers Conference 2007. On y voit notamment Travis découper des ennemis à l'aide de son sabre laser dans des effusions de sang. De nouvelles vidéos montrerons cette fois une sorte de brouillard noir à la place du sang, uniquement pour la version à destination du Japon. Toutefois Suda51 décida plus tard que le sang serait également remplacé par du brouillard dans la version européenne.
Yusuke Kozaki, qui était précédemment character designer sur Speed Grapher, a réalisé ce travail sur No More Heroes. Des autres membres de l'équipe, on peut citer, le mangaka Okama, responsable des costumes, qui a participé à Densha otoko, et Shigeto Koyama, qui a travaillé sur Eureka Seven en tant qu'illustrateur.

## Accueil

### Ventes
- Japon : 90 000 exemplaires vendus
- États-Unis : 130 000 exemplaires vendus
- Europe : 250 000 exemplaires vendus

Ces chiffres furent suffisants pour motiver Grasshopper Manufacture à faire une suite au jeu, No More Heroes: Desperate Struggle.